# Henry Hathaway
Henry Hathaway, pseudònim artístic de Marquis Henri Leonard de Fiennes  (Sacramento, Califòrnia, 13 de març de 1898 - Hollywood, 11 de febrer de 1985), fou un productor i director de cinema estatunidenc. Conegut com a director de pel·lícules del gènere western, especialment les protagonitzades per John Wayne.

## Biografia
Nascut en el si d'una família vinculada al món de l'espectacle (la seva mare va ser actriu i el seu pare representant), des de molt petit va intervenir en una sèrie de pel·lícules dirigides per Allan Dwan i Frank Lloyd, treball que va interrompre durant la Primera Guerra Mundial. Com la majoria de seus llegendaris companys de l'època, va ocupar multitud d'oficis, dins i fora del cinema, abans de començar a dirigir pel·lícules. Primer va començar a treballar com a assistent de direcció, arribant a treballar per a directors com Josef von Sternberg, Victor Fleming i William K. Howard, que el van situar en una bona posició.
Es va iniciar com a director amb vuit westerns de baix pressupost basats en novel·les de Zane Grey, tots ells protagonitzats per Randolph Scott. El seu debut com a director es va produir el 1932 amb Heritage of the Desert, un western de modest pressupost. El reconeixement li va arribar immediatament amb una sèrie de pel·lícules interpretades per Gary Cooper. Amb Now and Forever (1934), va abordar el tema de l'adopció i les relacions establertes entre un pare i la seva filla (Shirley Temple), va continuar amb una història colonial (The Lives of a Bengal Lancer, 1935), amb la qual va obtenir un dels majors èxits de la dècada i de la seva carrera, va brodar un dels seus millors relats romàntics a Somni d'amor etern (1935), història que va construir (sobre la novel·la Peter Ibbetson de George du Maurier) amb una gran habilitat narrativa sumint l'espectador en uns nivells d'irrealitat que van traspassar el temps i l'espai, i va confirmar el seu dilatat periple amb Souls at Sea (1937), una aventura sobre el negoci dels esclaus, i La jungla en armes (1939), una altra història que emergeix amb gran força en un marc en el qual s'enfronten britànics, filipins i nord-americans.
La senda colonialista la va continuar amb Sundown (1941), a l'univers del western va aportar suggerents històries com The shepherd of the hills (1941), amb un John Wayne al qual va convertir en una de les cares més característics de la seva filmografia, el cinema negre produït per la 20th Century-Fox va veure una de les seves millors aportacions, Johnny Apollo (1940), amb una estètica documental que va continuar en pel·lícules d'ambient policial com The House on 92nd Street (1945) i 13 Rue Madeleine (1946), de desigual resultat, però que li van permetre mostrar un perfil urbà singular i una dosi de violència gens corrent que va consolidar en altres títols com The Dark Corner (1946), Kiss of Death (1947) i Call Northside 777 (1948).
Hathaway va reforçar la seva posició a la 20th Century Fox en la dècada dels cinquanta. Així va poder portar a terme projectes interessants com The Desert Fox: The Story of Rommel (1951), amb James Mason, o Niagara (1953), amb un excel·lent paper de Marilyn Monroe, en què el paisatge resulta determinant en el desenvolupament dramàtic de la història. No obstant això, va ser una època en què Hathaway va aconseguir consolidar una eficaç imatge del western amb sòlides apostes en les que tant va tenir a veure Gary Cooper (Garden of Evil, 1954), amb la participació de Susan Hayward, i, especialment, John Wayne, que va ser el protagonista de diverses pel·lícules: Garden of Evil (1960), The Sons of Katie Elder (1965) o Valor de llei (1969).
En l'última etapa de la seva carrera va participar en La conquesta de l'Oest (1962), superproducció en Cinerama que va dirigir al costat de John Ford i George Marshall, i El fabulós món del circ (1964), una vegada més amb John Wayne.
Després de dirigir un western crepuscular com Valor de llei quan ja superava els setanta
anys, Henry Hathaway va iniciar el rodatge d'Aeroport, primer títol de la famosa saga catastrofista, però va ser reemplaçat per George Seaton. La seva carrera no trigaria a acabar, però deixant intacta la seva condició de cineasta llegendari.
Ell personalment no va aconseguir cap Oscar, però van ser nombroses les seves pel·lícules que en van obtenir nominacions, encara que només The Lives of a Bengal Lancer (als ajudants de direcció), Spawn of the North (als efectes especials), The House on 92nd Street (l'argument), La conquesta de l'Oest (al guió, muntatge i so) i Valor de llei (l'actor, John Wayne) van aconseguir el premi.

## Anàlisi
Henry Hathaway va ser un dels últims pioners de Hollywood, quan rodar un film era una aventura portada a terme per aventurers que no obstant això van escriure les més esplèndides pàgines del cinema nord-americà. Hathaway pertanyia a l'estirp dels Raoul Walsh, Howard Hawks i John Ford, encara que l'apreciació dels crítics sempre el situés en un rang inferior al d'aquests grans cineastes.
Hathaway representava l'estil eficaç i directe del millor cinema americà. Capaç de saltar amb la major comoditat d'un gènere a un altre, van ser les seves freqüents incursions en el cinema negre, el western i el genuí cinema d'aventures les que millor demostren el talent d'aquest pioner, que per altra banda es va encarregar de llançar a nombroses estrelles. Niagara, un film entre el thriller i el melodrama, va suposar la definitiva projecció de Marilyn Monroe com a mite eròtic dels anys cinquanta. A Kiss of Death (1947), un gran títol del cinema negre amb guió de Ben Hetch, va fer el seu debut Richard Widmark, en un personatge pervers (després lligar de mans a una dona gran paralítica a la seva cadira de rodes, la llançava per una escala). Per la seva banda, Grace Kelly va ser dirigida per Henry Hathaway en el seu primer paper cinematogràfic, Fourteen Hours (1951), un film de suspens inèdit a Catalunya.

## Filmografia
| - Heritage of the Desert (1932) - To the Last Man (1933) - Now and Forever (1934) - The Lives of a Bengal Lancer (1935) - Somni d'amor etern (Peter Ibbetson) (1935) - The Trail of the Lonesome Pine (1936) - La jungla en armes (The Real Glory) (1939) - Johnny Apollo (1940) - Sundown (1941) - The Shepherd of the Hills (1941) - China Girl (1942) - The House on 92nd Street (1945) - The Dark Corner (1946) - Kiss of Death (1947) - Call Northside 777 (1948) - Down to the Sea in Ships (1949) - The Black Rose (1950) - Rawhide (1951) | - The Desert Fox: The Story of Rommel (1951) - White Witch Doctor (1953) - Niagara (1953) - El príncep valent (Prince Valiant) (1954) - 23 Paces to Baker Street (1956) - The Bottom of the Bottle (1956) - La llegenda dels perduts (Legend of the Lost) (1957) - De l'infern a Texas (From Hell to Texas) (1958) - Woman Obsessed (1959) - North To Alaska (1960) - La conquesta de l'Oest (How the West Was Won (1962) - Servitud humana (Of Human Bondage) (1964) - El fabulós món del circ (Circus World) (1964) - The Sons of Katie Elder (1965) - Nevada Smith (1966) - Gilligan's Last Elephant (1967) - El pòquer de la mort (5 Card Stud) (1968) - Valor de llei (True Grit) (1969) |